# Jérôme Kym
Jérôme Cyrill Kym (Rheinfelden, 12 de febrero de 2003) es un tenista profesional suizo.

## Trayectoria
El 2 de febrero de 2019, a los 15 años, junto a Henri Laaksonen vencieron en un partido por Copa Davis a los rusos Evgeny Donskoy y Andrey Rublev. De esta forma, rompió el récord de Heinz Günthardt como el jugador suizo más joven en ganar un encuentro en la competición.

## Títulos ATP Challenger (3; 2+1)

### Individuales (2)
| N.° | Fecha               | Torneo                  | Superficie    | Oponente en la final | Resultado     |
| --- | ------------------- | ----------------------- | ------------- | -------------------- | ------------- |
| 1.  | 8 de junio de 2024  | Challenger de Prostějov | Tierra batida | Chun-hsin Tseng      | 6-2, 3-6, 6-2 |
| 2.  | 28 de julio de 2024 | Challenger de Zug       | Tierra batida | Román Burruchaga     | 6-4, 6-4      |

### Dobles (1)
| Nr. | Fecha             | Torneo                   | Superficie    | Pareja     | Finalistas                     | Resultado Final  |
| --- | ----------------- | ------------------------ | ------------- | ---------- | ------------------------------ | ---------------- |
| 1.  | 4 de mayo de 2025 | Challenger de Mauthausen | Tierra batida | Nico Hipfl | Ryan Seggerman David Stevenson | 7-5, 3-6, [10-2] |